# Меза, Кристиан Юлиус де
Кристиан Юлиус де Меза (1792—1865) — датский военачальник, Главнокомандующий датской армии (1864), генерал-лейтенант, главнокомандующий датской артиллерией.

## Биография
Сын врача испано-сефардского происхождения. В 1806 году поступил в артиллерийский институт в Копенгагене. Во время бомбардировки Копенгагена британцами в ходе Англо-датской войны в сентябре 1807 года фанен-юнкером участвовал в обороне города. В 1810 году получил патент офицера.
Затем до 1842 года де Меза преподавал историю, географию, немецкий и французский языки в Артиллерийском институте и Военной академии. С 1842 года в чине майора служил в артиллерийском полку.
Отличился во время Датско-прусской войны (1848—1850). Уже в первый год войны его повысили в звании до полковника и назначили командиром пехотной бригады. В апреле 1849 года стал генерал-майором, сыграл важную роль в обеспечении победы Дании в сражении при Идштедте, произошедшего 24-25 июня 1850 года — в то время, самой большой битвы в истории Скандинавии (ныне 25 июня — праздник Военного флага Дании). Проявив инициативу, находчивость и отвагу, принял на себя командование распорошенной 2-й дивизией после гибели командира дивизии генерала Фридриха Адольфа Шлеппегрелла.
После войны был назначен генеральным инспектором артиллерии. В 1858 году направлен в Фленсбург в качестве командующего войсками в Шлезвиге, Ютландии и Фюне. В 1860 году стал генерал-лейтенантом.
В 1864 году де Меза был назначен верховным главнокомандующим датской армии. Перед ним была поставлена задача защитить датскую границу от гораздо большей объединенной прусско-австрийской армии.
Но главнокомандующий датской армии де Меза из-за преклонного возраста (72 года) был далёк от пика своего военного таланта. Его противником был прусский генерал-фельдмаршал Фридрих фон Врангель.
В конце января 1864 года союзная австро-прусская армия (около 8 тысяч солдат) вошла в пределы Голштинии. Главнокомандующий тридцати двух тысячной датской армии генерал-лейтенант Кристиан де Меза решил преградить наступление союзников на Данневеркской позиции, простирающейся на 70-80 километров от устья реки Айдер до бухты Шлей.
По оценкам де Меза, его армия столкнулась с неизбежным поражением и бессмысленной гибелью людей, и вечером 5 февраля 1864 года он телеграфировал военному министерству, заявив, что датская армия начала готовиться к отходу с позиций в Дюббёле. Впоследствии он отключил телеграфную линию, чтобы не допустить отмены его приказа.
Это привело к тому, что 7 февраля правительство освободило де Меза от командования, хотя армия находилась в критической организации обороны в Дюббёле. Битва при Дюббёле (7—18 апреля 1864) и поражение 1864 года считается одним из самых важных событий в поздней датской истории.
Официально де Меза был уволен 28 февраля, хотя 5 августа он всё же был восстановлен на своей генеральской должности, но больше не участвовал в войне.
Умер через несколько месяцев после окончания войны.